# Kinesisk alligator
Kinesisk alligator (Alligator sinensis) är en mindre släkting till Mississippialligatorn. Den är en hotad art som lever i Kina.

## Utseende
Hannar av den kinesiska alligatorn kan bli upp till 2,2 meter långa. De flesta hannar är däremot omkring 1,5 meter långa och honor är vanligen 1,4 meter långa (maximum 1,7 m). Vikten är cirka 40 kilogram.
Kroppsfärgen är allmänt mörkt gulgrå, brun till mörkgrön och har undertill många små svarta prickar. Unga individer har på tvären långa gula band utefter kroppen och svansen. Vid varje fot finns fem tår med klor, tårna är delvis sammanlänkade med simhud. Den kraftiga svansen används för att komma fram i vattnet. Från sin amerikanska släkting skiljer sig den kinesiska alligatorn genom en benplatta i övre ögonlocken. Samma kännetecken återfinns däremot hos kajmaner.

## Utbredning och habitat
Arten förekommer i floden Yangtze i den kinesiska provinsen Anhui. Den hittas även i angränsande floder i provinserna Jiangsu och Zhejiang. Habitatet utgörs av träskmarker vid floderna och alligatorn vilar även på fastare mark vid vattnet.

## Ekologi
Individerna skapar håligheter i marken som vanligen är 1 meter djupa och 1,5 meter långa med en diameter på 30 cm. Grottan används främst under den kalla årstiden. Under våren ligger alligatorn länga på marken och solbadar. Under sommaren vistas individerna merparten av sin tid i vattnet.
Födan utgörs av många olika djur som lever vid vattnet, till exempel fiskar, snäckor, kräftdjur och sköldpaddor samt små däggdjur och fåglar. Ungdjur äter ofta insekter och andra ryggradslösa djur.
Hannar kan para sig med flera honor. Honan lägger sedan upp till 40 ägg. För att värma äggen kan honan bära dem i munnen. När ungarna kläcks stannar de vanligen till nästa vinter hos modern. Livslängden i naturen uppskattas med upp till 50 år och individer under människans uppsikt blev upp till 70 år gamla.

## Hot
Under historien dödades arten ofta för hudens skull. Efter 1990-talet består hotet främst av landskapsförändringar och extrema väderförhållanden. För att bevara arten avlas flera exemplar i inhägningar och släpps sendan fri. Antalet vuxna exemplar i vildmarken är fortfarande små. IUCN listar arten som akut hotad (CR).